# Kowala Pierwsza
Kowala Pierwsza – wieś w Polsce położona w województwie lubelskim, w powiecie opolskim, w gminie Poniatowa.
| SIMC    | Nazwa     | Rodzaj    |
| ------- | --------- | --------- |
| 1023262 | Zajączków | część wsi |

W latach 1975–1998 miejscowość administracyjnie należała do ówczesnego województwa lubelskiego.
Wieś stanowi sołectwo w gminie Poniatowa.

## Historia
Wypis ze słownika geograficznego str. 503 tom IV z 1883 r.: "Kowala al. Kowale wś , pow. nowo-aleksandryjski, gm. Karczmiska, par. Wąwolnica; ma 80 dm., 706 mk. W XV w. wś ta była dziedzictwem Jana Łukasza ze Słupcy h. Rawa i Jana Drzewieckiego h. Ciołek (Dług. III., 253). Następnie stanowiła część obszernych dóbr opolskich, będących w ostatnich czasach własnością ks. Lubomirskich. Łomy opoki i wapniaka; 2 młyny wodne; obszerny park przy dworze ze starą opuszczoną murowaną kaplicą. Była tu gmina ale przeniesiona do wsi Karczmiska. Dobra K. składają się dziś z folwarków: Kowala i Nowy; wsi: Kowala, Niezabitów i Borek . Rozległość wynosi mr. 1220: folw. K. grunta orne i ogr. mr. 577, łąk mr. 23, lasu mr. 300, nieużytki i place mr. 19, razem mr. 919; bud. murow. 7, z drzewa 10, płodozmian 8 polowy. Folw. Nowy grunta orne i ogrody mr. 274, łąk mr. 4, pastwisk mr. 9, nieużytki i place mr. 14, razem mr. 301; bud. z drzewa 2. Wś. K. os. 93, z grun.: mr. 1119; wś. Niezabitów os. 10, z grun. mr. 139; wś. Borek os. 4, z grun. mr. 106."
W 1850 roku właścicielem wsi został Poraziński. Obszary stopniowo przeszły do rąk chłopów i w 1900 roku znikł dwór i folwark, a w ich miejsce powstała kolonia Kowala nr 1 i nr 2. Kolonistami byli przeważnie przybysze znad Wisły i okolic. Stara wieś, kolonia nr 1 i nr 2 stanowią osiedle "Kowala". Ludność była dość zamożna, na starej wsi przeważały gospodarze 40-morgowi, na koloniach od 20- 30-morgowi. Wskutek przyrostu ludności wieś biedniała. W roku 1938 było już tylko 15 gospodarzy ponad 20 morgowych, a przeważały gospodarstwa karłowate, od 3-7 morgów.
Za Królestwa Polskiego istniała gmina Kowala.

## Kultura
Kowalanki – jeden z najdłużej działających na Lubelszczyźnie amatorskich zespołów śpiewaczych. Swoją społeczną działalność rozpoczął w Kowali 9 lutego 1977 r. Początkowo „Kowalanki” stanowiły 14-osobową grupę wyłonioną z Koła Gospodyń Wiejskich.
„Kowalanki” uczestniczyły we wszystkich imprezach lokalnych, a także wojewódzkich i krajowych, jak choćby Ogólnopolski Festiwal Kapel i Śpiewaków Ludowych w Kazimierzu nad Wisłą. Do udziału w konkursach i przeglądach przygotowywali je Franciszek Kowalski, Włodzimierz Dębski, Marian Chyżyński, Jan Koziński.
Zespół zaprezentował się w około 200 występach na uroczystościach gminnych, powiatowych, wojewódzkich i ogólnopolskich. Najbardziej znaczące to:
- 6-krotny udział w Ogólnopolskim Festiwalu Kapel i Śpiewaków Ludowych w Kazimierzu Dolnym nad Wisłą
- 5-krotny udział w koncertach „Lubelszczyzna żegna festiwalowych gości“
- udział w 10 Wojewódzkich Przeglądach Twórczości Artystycznej Wsi,
- udział w Dożynkach Wojewódzkich w Lublinie w 1993 r. i Kraśniku w 1998 r.
- liczne koncerty w Muzeum Wsi Lubelskiej – w tym podczas uroczystości otwarcia we wrześniu 1979 r.
- koncerty na różnych imprezach organizowanych na terenie województwa lubelskiego: Święto Kwitnących Sadów – Józefów nad Wisłą, Jarmark Opolski, Poniato-wianki, Dożynki Gminne, festyny
- Udział w "Przeglądzie Twórczości Artystycznej" - 2002 r., 2004 r.
- Udział w Festynie Majowym w Nałęczowie - 2007 r.
- Turniej Miast i Gmin Krainy Lessowych Wąwozów - 2007 r.

W ciągu 30 lat zespół zdobył wiele nagród, dyplomów, i wyróżnień za osiągnięcia w rozwoju i kultywowaniu amatorskiej działalności artystycznej oraz popularyzację i twórcze kontynuowanie folkloru.

## Kaplica dworska pw. NMP Królowej Świata w Kowali
Znajduje się w granicach parceli z XVII w. Murowana z wapienia i cegły. Założona na rzucie prostokąta zamkniętego na wschodzie półkoliście. Wewnątrz sklepienia kolebkowo-krzyżowe z otworami okiennymi. Dach jest dwuspadowy pobity gontem. Wewnątrz znajduje się rzeźba Matki Boskiej kamienna typowa dla XVII-wiecznej Polski. Kaplica była remontowana w 1952 roku.

## Inne obiekty
- Sala Królestwa zboru Poniatowa Świadków Jehowy[6]